# Tolar (Texas)
Tolar é uma cidade localizada no estado norte-americano do Texas, no Condado de Hood.

## Demografia
Segundo o censo norte-americano de 2000, a sua população era de 504 habitantes.
Em 2006, foi estimada uma população de 659, um aumento de 155 (30.8%).

## Geografia
De acordo com o United States Census Bureau tem uma área de
2,4 km², dos quais 2,4 km² cobertos por terra e 0,0 km² cobertos por água. Tolar localiza-se a aproximadamente 311 m acima do nível do mar.

## Localidades na vizinhança
O diagrama seguinte representa as localidades num raio de 28 km ao redor de Tolar.